# Teuvo Ahti
Teuvo Tapio Ahti, född 14 juni 1934 i Helsingfors, är en finländsk lichenolog. Han är gift med Leena Hämet-Ahti.
Ahti, som blev filosofie doktor 1961 på avhandlingen Taxonomic Studies on Reindeer Lichens, var innehavare av en personlig e.o. professur i kryptogamsystematik vid Helsingfors universitet 1979–1997. Han var akademiprofessor 1991–1996. Han har främst studerat renlavars taxonomi och växtgeografi. Tillsammans med Leena Hämet-Ahti och Jaakko Jalas gav han ut det betydande verket Vegetation Zones and their Sections in Northwestern Europe (1968). År 1977 utnämndes han till ledamot av Finska Vetenskapsakademien.